# Vaas van Pólya
In de kansrekening is een vaas van Pólya, genoemd naar George Pólya, een statistisch model als idealisering van een gedachte-experiment.
In een vaasmodel worden reële objecten, zoals atomen, mensen, auto's, voorgesteld door gekleurde knikkers in een vaas. In het eenvoudigste model bevat de vaas {\displaystyle x} witte en {\displaystyle y} zwarte knikkers. Eén knikker wordt willekeurig uit de vaas getrokken en zijn kleur waargenomen. De knikker wordt dan teruggelegd in de vaas, en er wordt een knikker van dezelfde kleur toegevoegd aan de vaas, waarna het selectieproces wordt herhaald. Vragen van belang zijn de ontwikkeling van de populatie in de vaas en de volgorde van de kleuren van de getrokken knikkers.
Hiermee wordt de vaas voorzien van een zichzelf versterkende eigenschap, die wel uitgedrukt wordt als de rijken worden rijker.
Merk op dat de vaas van Pólya in een bepaald opzicht het "tegenovergestelde" is van het model van trekken zonder terugleggen, waarbij telkens als een bepaalde waarde is waargenomen, het minder waarschijnlijk wordt deze waarde opnieuw waar te nemen, terwijl bij een vaas van Pólya een waargenomen waarde juist waarschijnlijker wordt. In beide modellen beïnvloedt de meting de uitkomst van de toekomstige metingen. (Ter vergelijking: bij trekkingen met terugleggen heeft de waarneming van een bepaalde waarde geen invloed op hoe waarschijnlijk het is om deze waarde weer waar te nemen.) Merk ook op dat bij de vaas van Pólya de opeenvolgende metingen na verloop van tijd minder en minder effect op toekomstige metingen hebben, terwijl bij trekken zonder terugleggen het tegendeel het geval is: na een bepaald aantal metingen van een bepaalde waarde, zal deze waarde niet meer voorkomen.
Dit eenvoudigste model is op vele manieren verrijkt en gegeneraliseerd.

## Verdelingen met betrekking tot de Pólya-urn
- Bèta-binomiale verdeling: De verdeling van het aantal succesvolle trekkingen, b.v. het aantal getrokken witte knikkers, in {\displaystyle n} trekkingen uit een vaas van Pólya.
- Dirichlet multinomiale verdeling (ook bekend als de multivariate Pólya verdeling): de verdeling van de aantallen knikkers van elke kleur, in {\displaystyle n} trekkingen uit een vaas van Pólya waarin {\displaystyle k} verschillende kleuren zitten in plaats van slechts twee.
- Martingalen, de bèta-binomiale verdeling en de bètaverdeling: Laat {\displaystyle w} en {\displaystyle z} respectievelijk het aanvankelijke aantal witte en zwarte knikkers in de vaas zijn, en {\displaystyle w+n_{w}} het aantal witte knikkers in de vaas na {\displaystyle n} trekkingen. Dan is de rij {\displaystyle {\frac {w+n_{w}}{w+b+n}}} voor {\displaystyle n=1,2,3,\dots } een genormaliseerde versie van de bèta-binomiale verdeling. Het is een  martingaal die convergeert naar de bètaverdeling als {\displaystyle n\to \infty }.
- Moranproces: Een vaasmodel voor de genetische drift in de theoretische populatiegenetica. Dit komt in hoge mate overeen met een vaas van Pólya, behalve dat naast het toevoegen van een nieuwe knikker van dezelfde kleur, nog een willekeurig getrokken knikker uit de vaas wordt verwijderd. Het aantal knikkers in de vaas blijft dus constant. Uiteindelijk leidt dit tot een vaas met knikkers van slechts één kleur, met voor elke kleur als kans de oorspronkelijke fractie knikkers van die kleur. Er zijn varianten van het Moranproces waarin bijvoorbeeld de eis gesteld wordt dat de knikker die wordt verwijderd een andere kleur moet hebben dan de in die stap eerst gekozen knikker. Dit maakt een klein verschil in de benodigde tijd om de toestand te bereiken waarin alle knikkers dezelfde kleur hebben. Het Moranproces modelleert genetische drift in een populatie met overlappende generaties.